# 春日井市立玉川小学校
春日井市立玉川小学校（かすがいしりつ たまがわしょうがっこう）は、愛知県春日井市玉野町にある公立小学校。

## 概要
- 木附町、玉野台1-3丁目、玉野町が校区であり、公立中学校の進学先は春日井市立石尾台中学校である[1]。
- 旧・東春日井郡高蔵寺町の小学校であった。

## 沿革
この地区（玉川地区）の学校は1872年に玉野村に三省学校が創立されたのが最初である。1876年に玉川学校に改称後、1886年に高蔵寺村の高気学校と合併して玉川学校となり高蔵寺村に移転したため、この地区から学校は無くなった。1891年に簡易小学玉野学校（1895年に玉野尋常小学校に改称）が設置されて、この地に学校が復活したが、1908年に高座尋常高等小学校に統合され、廃校となった。戦後、この地区に小学校の新設の運動が高まり、高座国民学校外之原分教場の校区を含めて、高座小学校東部分教場が設置された。
- 1948年（昭和23年）4月 - 高蔵寺町立高座小学校東部分教場として設置される。校舎は旧・名古屋陸軍兵器補給廠高蔵寺部隊本部の建物を使用。玉野、外之原（現在の玉野町、外之原町、木附町、細野町）の児童が通学する。
- 1949年（昭和24年）4月 - 高座小学校から独立し、高蔵寺町立玉川小学校となる。
- 1952年（昭和27年）4月 - 極東米軍6411部隊（米軍高蔵寺部隊）の進駐により校地校舎が接収される。暫定として木附公民館、旧・高座国民学校外之原分教場、玉野飼育場で分散授業を行い、小学校の本部は太平寺[注釈 2]に置かれた。
- 1953年（昭和28年）1月6日 - 現在地に校舎が完成する。分散授業を廃止する。
- 1954年（昭和29年） - 校舎を増築する。
- 1958年（昭和33年）1月1日 - 東春日井郡高蔵寺町が春日井市に編入される。同時に春日井市立玉川小学校に改称する。
- 1969年（昭和44年） - プールが完成する。
- 1979年（昭和54年）2月 - 新校舎（鉄筋コンクリート造）が完成する。
- 1980年（昭和55年）4月 - 春日井市立石尾台小学校、春日井市立東高森台小学校を分離する。外之原町の児童は石尾台小学校へ、細野町の児童は東高森台小学校へ移る。

## 交通アクセス
- 名鉄バス玉野台循環線【99系統】「玉野台北」バス停より徒歩約3分。
- JR東海中央本線定光寺駅下車、徒歩約30分。

## 周辺施設
- 玉川保育園
- 春日井玉野郵便局
- 五社神社
- 中部電力玉野発電所
- 航空自衛隊高蔵寺分屯基地